# 富山県道291号才川七城端線
富山県道291号才川七城端線（とやまけんどう291ごう さいかわしちじょうはなせん）は、富山県南砺市内を通る一般県道（富山県道）である。

## 概要

### 路線データ
- 起点：富山県南砺市才川七1533の1[1]（＝才川七交差点・富山県道10号金沢湯涌福光線交点、富山県道355号才川七法林寺線起点）
- 終点：富山県南砺市泉島2223の1[1]（＝城端中学前交差点・国道304号交点、富山県道356号林道温泉線終点）

## 歴史
- 1960年（昭和35年）4月23日：路線認定[1][2]。

## 地理

### 通過する自治体
- 富山県南砺市

### 接続する道路
- 富山県道10号金沢湯涌福光線、富山県道355号才川七法林寺線（南砺市才川七・才川七交差点：起点）
- 富山県道289号臼中福光線（南砺市土生新）
- 富山県道292号城端嫁兼線（南砺市千福）
- 国道304号、富山県道356号林道温泉線（南砺市泉島・城端中学前交差点：終点）

### 周辺
- 太美郵便局
- 東海北陸自動車道 城端サービスエリア
- 砺波広域圏事務組合 南砺リサイクルセンター
- 南砺市立城端小学校
- 城南パーク
- 南砺市立城端中学校
- 砺波地域消防組合 南砺消防署城端出張所
- 日本オリゴ 本社・工場・研究所